# Spilosoma postmagnipuncta
Spilosoma postmagnipuncta là một loài bướm đêm thuộc phân họ Arctiinae, họ Erebidae.